# Vejdovskya ignava
Vejdovskya ignava är en plattmaskart som beskrevs av Ax 1951. Enligt Catalogue of Life ingår Vejdovskya ignava i släktet Vejdovskya och familjen Graffillidae, men enligt Dyntaxa är tillhörigheten istället släktet Vejdovskya och familjen Provorticidae. Arten är reproducerande i Sverige. Inga underarter finns listade i Catalogue of Life.